# Эксетерский университет
Э́ксетерский университе́т (англ. The University of Exeter; в титулах выпускников и докторов обычно сокращается как Exon., от латинского названия Exoniensis) — университет в Юго-Западной Англии. Большая часть подразделений расположена в городе Эксетер, графство Девон. Входит в состав элитной группы университетов «Рассел».
Университет основан в 1922 году как университетский колледж, статус университета получил в 1955 году.
На сегодняшний день университет занимает 7-е место в Великобритании по версии The Sunday Times University Guide и 10-е — по версии The Complete University Guide. На мировой арене Эксетер входит в топ-100 университетов, занимая 93-е место по версии The Times World University Ranking.
Университет состоит из трёх кампусов: Стритхемского, Святого Луки (оба в Эксетере) и Тремо (Tremough) в Корнуолле. Кампус Тремо управляется совместно с Фолмутским университетским колледжем (en:University College Falmouth) в рамках Объединённой сети Корнуольских университетов (en:Combined Universities in Cornwall, CUC).
В годы, когда канцлером университета была актриса и телевизионная ведущая Флоэлла Бенджамин, а вице-канцлером — профессор Стив Смит (сохраняет этот статус по состоянию на 2020 года), показатели университета резко возросли в рейтингах многих британских изданий:

## Факультеты
- Арабские и исламские науки;
- Биологические и химические науки;
- Бизнес и экономика;
- История и теология;
- Образование;
- Здравоохранение;
- Инженерные, компьютерные науки и математика;
- Английская лингвистика;
- География;
- Археология и земельные ресурсы;
- История, политика и общественные науки;
- Право;
- Современные языки;
- Медицина;
- Физика;
- Психология;
- Спорт и здоровье;
- Социальная работа.

## Известные преподаватели
- Леви Роуч

## Рейтинги
|                               | 2010 | 2009 | 2008 | 2007 | 2006 | 2005 | 2004 | 2003 | 2002 | 2001 | 2000 | 1999 | 1998 | 1997 | 1996 | 1995 | 1994 | 1993 |
| ----------------------------- | ---- | ---- | ---- | ---- | ---- | ---- | ---- | ---- | ---- | ---- | ---- | ---- | ---- | ---- | ---- | ---- | ---- | ---- |
| Times Good University Guide   | 9    | 13   | 17   | 28   | 34   | 31   | 34   | 35   | 36   | 38   | 38   | 40   | 37   | 36   | 35   | 36   | 39   | 36   |
| Guardian University Guide     | 13   | 14   | 34   | 27   | 28   | 46   | 29   | 31   |      |      |      |      |      |      |      |      |      |      |
| Sunday Times University Guide | 17   | 14   | 17   | 18   | 25   | 24   | 20   | 28   | 24   | 27   | 34   | 32   |      |      |      |      |      |      |
| Daily Telegraph               |      |      |      | 17   |      |      |      | 30   |      |      |      |      |      |      |      |      |      |      |
| The Independent               |      | 19   | 17   |      |      |      |      |      |      |      |      |      |      |      |      |      |      |      |
| The Financial Times           |      |      |      |      |      |      |      | 40   |      | 40   | 40   | 41   |      |      |      |      |      |      |